# Крашевице (гмина)
Крашевице (пол. Kraszewice) — сельская гмина (волость) в Польше, входит как административная единица в Остшешувский повет, Великопольское воеводство. Население — 3651 человек (на 2004 год).

## Сельские округа
1. Глушина
2. Язвины
3. Елене
4. Крашевице
5. Кузница-Грабовска
6. Мончники
7. Рацлавице
8. Рента

## Соседние гмины
1. Гмина Бжезины
2. Гмина Чайкув
3. Гмина Грабув-над-Проснон
4. Гмина Серошевице